# Prosopocera bella
Prosopocera bella là một loài bọ cánh cứng trong họ Cerambycidae.